# 말락쏠치
말락쏠치(Minous pusillus)는 페르카목 쑤기미과에 속하는 물고기의 일종이다.

## 특징
붉은 빛의 몸은 소형으로 약간 측편되어 있다. 눈은 적당한 크기이며 머리 등쪽 가장자리 가까이 위치하고 두 눈 사이는 편평하다. 입은 머리 앞에 위치하며 위턱은 눈 앞가장자리에 달한다. 머리는 어두운 갈색이고 위턱의 끝부분과 배쪽은 희다. 전새개골 뒤쪽 가장자리에는 4개의 강한 가시가 있다. 등지느러미는 1개로 극조부와 연조부의 길이가 유사하다. 가슴지느러미는 머리 끝부분에서 시작하여 뒷지느러미의 기부에 달하고, 가슴지느러미의 아래에 1개의 유리연조가 있다. 연한 황색의 꼬리지느러미는 수직형이다. 꼬리를 제외한 모든 지느러미는 검다.

## 생태
패각이 섞여 있는 모래 바닥이나 펄 바닥에 주로 서식하며, 저서성 생물을 먹는다. 저층트롤어업에 의하여 부수어획되며, 상업적 가치는 거의 없다. 

## 분포
동중국해, 대만, 일본 남부, 한국 남부 등의 근해 (수심 60m 내의 천해)에 분포한다. 

## 독
말락쏠치에 쏘였을 때에는 찔린 부위를 화상을 안 입을 정도로 뜨거운 물에 담그면 독이 열에 약하기 때문에 대개 즉시 좋아진다.